# Гарнисаж
Гарниса́ж (от фр. garnissage — футеровка) — в металлургии защитный слой из шихтовых материалов или шлака, образующийся за счёт разности температур на рабочей поверхности стенок рабочего пространства некоторых металлургических агрегатов в результате физико-химических взаимодействий шихты, материала футеровки и газов.
В отличие от настыли, образующейся в результате нарушений технологического процесса плавки, гарнисаж создаётся намеренно и используется в целях защиты конструкций печи.

## Использование в металлургии

### В доменной печи
Гарнисаж используется, как правило, для защиты футеровки печи от износа. Если состав шихтовых компонентов и футеровки печи способствует образованию гарнисажа, режим плавки подбирают в том числе с учётом необходимости поддержания гарнисажа в стабильном состоянии. Существует устоявшийся термин «срыв гарнисажа».

### В литейном процессе
Для утепления верха слитка с целью уменьшения глубины усадочной раковины в изложницу вводят шлакообразующие смеси. Образующийся в процессе наполнения изложницы жидкий шлак образует между изложницей и поверхностью слитка гарнисажную прослойку, снижающую температурный градиент и напряжения в корочке слитка.

### В плавильных печах
В ватержакетных печах гарнисаж может образовываться в виде корки на поверхности стенок кессонов из-за охлаждения циркулирующей водой размягчённой шихты или расплава.

## Состав и особенности
Основой гарнисажа в доменной печи служат перемещающиеся вдоль стенки шихтовые материалы. В составе гарнисажа в нижней части шахты доменной печи на отдельных участках в трещинах шириной 30—50 мм обнаруживаются крупные кристаллы цинкита или минералов с высоким содержанием оксидов щелочных металлов. В местах примыкания гарнисажа к огнеупорной кладке присутствуют частицы шамотного кирпича, оторванные от его основной массы. Значительная часть отложений сажистого углерода располагалась между поверхностями холодильников и гарнисажа.
В периоды продолжительного устойчивого хода доменной печи образуются плотные металлизованные прослойки, которые служат границей опускающейся шихты. Позднее в гарнисаже и на его границе с холодильниками и футеровкой появляются отложения сажистого углерода, цинкита и оксидов щелочных металлов.

## Влияние на доменный процесс
Опустившись вниз, крупные куски гарнисажа деформируют воздушные фурмы и каждый раз приносят в горн значительное количество не полностью восстановленного железа, серы, коксовой мелочи, оксидов щелочных металлов и цинка. В итоге горн охлаждается, затрудняется выпуск продуктов плавки, в шлаке резко возрастает содержание К2O + Na2O. После этого обычно следует период работы печи с уменьшенным выходом оксидов щелочных металлов со шлаком и их накоплением в новом гарнисаже.
Срыву гарнисажа способствуют принудительные осадки шихты во время расстройств хода и остановки печи как для смены воздушных фурм, так и по другим причинам.